# José Semedo (Fußballspieler, 1985)
José Vítor Moreira Semedo (* 11. Januar 1985 in Setúbal) ist ein portugiesischer Fußballspieler. Er entstammt der Jugendmannschaft von Sporting Lissabon. Semedo ist Abwehrspieler und wird zumeist in der Innenverteidigung und im defensiven Mittelfeld eingesetzt.